# Frank Proschan
Frank Proschan (* 7. April 1921 in New York City; † 28. Dezember 2003) war ein US-amerikanischer Mathematiker und Mathematischer Statistiker, der mit Richard E. Barlow als Begründer der modernen Zuverlässigkeitstheorie gilt.

## Leben
Proschan erhielt 1941 seinen Bachelor-Abschluss in Mathematik am City College of New York und seinen Master-Abschluss 1948 an der George Washington University. 1941 bis 1952 war er beim National Bureau of Standards, 1952 bis 1960 bei Sylvana Electric Products und 1960 bis 1970 in den Boeing Forschungslaboratorien. Er wurde 1959 an der Stanford University bei Herbert Scarf promoviert (Polya-Type Distributions in Renewal Theory, with an Application to an Inventory Problem). Er war seit 1970 Professor für Statistik an der Florida State University, seit 1984 als Robert O. Lawton Distinguished Professor. 1992 wurde er emeritiert.
Proschan war 1964/65 Gastprofessor an der University of California, Berkeley, 1967 an der Texas A&M University und 1960 bis 1970 an der Stanford University.
1991 erhielt er mit Richard E. Barlow den John-von-Neumann-Theorie-Preis. 1982 erhielt er den Wilks Medal Award der American Statistical Association. Er ist Fellow des Institute of Mathematical Statistics und der American Statistical Association.

## Schriften
- mit Richard E. Barlow: Mathematical Theory of Reliability. Wiley New York NY u. a. 1965, (mit Beiträgen von Larry C. Hunter).
- mit Richard E. Barlow: Statistical theory of reliability and life testing. Probability models. Holt, Rinehart and Winston, New York NY 1975, (deutsch: Statistische Theorie der Zuverlässigkeit. Wahrscheinlichkeitstheoretische Modelle. Deutsch, Thun u. a. 1978, ISBN 3-87144-444-8).
- mit Myles Hollander: The statistical exorcist. Dispelling statistics anxiety (= Popular Statistics. 3). Marcel Dekker, New York NY u. a. 1984, ISBN 0-8247-7225-3.
- mit Josip Pečarić, Yung L. Tong: Convex Functions Partial Orderings, and Statistical Applications (= Mathematics in Science and Engineering. 187). Academic Press, Boston MA 1992, ISBN 0-12-549250-2.